# IBM проти Комісії
International Business Machines Corporation проти Комісії (Справа 60/81) – справа ЄУ, що стосується судового нагляду в Європейській Унії.

## Зміст
Комісія ініціювала розслідування щодо IBM за участь у антимонопольних діях, таких як пропозиція комплектів апаратного та програмного забезпечення та відмова надавати клієнтам програмне забезпечення, якщо з ним не використовувалося обладнання, вироблене IBM.
Комісія надіслала IBM листа, в якому повідомила про неминуче провадження за зловживання домінуючим становищем відповідно до антимонопольного законодавства ЄУ, запропонувавши подати справу. IBM намагалася оскаржити лист у судовому порядку, і питання полягало в тому, чи був лист актом, який підлягає перегляду.

## Судове рішення
Суд постановив, що цей лист не є актом, який підлягає перегляду, а лише попереднім рішенням, і що IBM може юридично оскаржити розслідування лише після того, як Комісія прийме остаточне рішення. IBM також зобов'язали покрити судові витрати по справі.